# Live Oak (Florida)
Live Oak è una città degli Stati Uniti d'America, situata in Florida, nella Contea di Suwannee, della quale è il capoluogo.

## Geografia fisica
Live Oak si trova nella regione settentrionale della Florida, tra Jacksonville e Tallahassee. La città è situata in prossimità del fiume Suwannee, che ha dato il nome alla contea. La sua posizione geografica ha reso Live Oak un importante snodo per il commercio agricolo della regione.

## Storia
La città di Live Oak venne fondata nel XIX secolo, crescendo rapidamente come nodo ferroviario grazie alle linee che attraversavano la Florida settentrionale. Durante la Guerra Civile Americana, la posizione strategica di Live Oak le permise di servire come centro di smistamento delle merci.
Il nome della città, Live Oak, deriva dalla presenza di maestose querce sempreverdi ("live oak" in inglese), tipiche della regione.

## Economia
L'economia di Live Oak è tradizionalmente legata all'agricoltura, con produzioni di tabacco, cotone e arachidi. Negli ultimi anni, il turismo rurale e le attività ricreative legate al fiume Suwannee hanno contribuito a diversificare l'economia locale.

## Società
- Popolazione: secondo il censimento degli Stati Uniti del 2020, Live Oak conta circa 7.000 abitanti.
- Etnie: la popolazione è composta principalmente da cittadini di origine caucasica, afroamericana e ispanica.

## Luoghi di interesse
- Suwannee River: il fiume Suwannee, celebre per le sue bellezze naturali e per essere fonte di ispirazione musicale (come nella canzone Old Folks at Home di Stephen Foster), è una destinazione popolare per escursionisti e amanti della natura.
- Heritage Park and Gardens: un grande parco pubblico con giardini, sentieri e spazi per eventi comunitari.
- Old Live Oak Train Depot: una stazione ferroviaria storica che ricorda l'importanza della città come centro ferroviario.

## Infrastrutture e trasporti
Live Oak è attraversata dalle autostrade statali e dalle linee ferroviarie che collegano la Florida settentrionale con altre regioni degli Stati Uniti.